# Damon johnstonii
Damon johnstonii (лат.) — вид паукообразных из семейства Phrynichidae отряда фринов. Вид был описан в 1894 году по голотипу самца размером 32,5 мм и назван в честь Генри Гамильтона Джонстона.

## Описание
Окраска тела почти чёрная, на бёдрах имеется два белёсых пятна. Головогрудь густо зернистая, боковой край её с шипиками.

## Распространение
Встречаются в Нигерии, Камеруне, Экваториальной Гвинее, Габоне, Конго и Демократической Республике Конго.